# Grup dels dimecres
El grup dels dimecres va ser un grup d'artistes de les comarques tarragonines que al febrer del 1952 va organitzar sota aquest nom una exposició al Sindicato de Iniciativa. Principalment els artistes integrants van ser Lluís Arola, Antoni Centellas, Sadurní Garcianguera, Antoni Gonzalo Lindín, Jordi Ramos i Lluís M. Saumells.